# Þóra Arnórsdóttir
En aquest nom islandès, el darrer nom és un patronímic, no pas un cognom. La manera de referir-se a aquesta persona és pel nom de pila.
Þóra Arnórsdóttir, també escrit ben sovint amb forma anglicitzada Thóra Arnórsdóttir (Reykjavík, 18 de febrer de 1975) és una periodista i política islandesa. Va ser candidata a les eleccions presidencials que se celebraren al juny del 2012. Tot i que els sondatges l'anunciaven com a capdavantera al principi va acabar en segona posició amb el 33,2% dels sufragis darrere Ólafur Ragnar Grímsson que obtingué el 52,5% dels vots, que així va ser reelegit per cinquena vegada President d'Islàndia.

## Biografia
Þóra Arnórsdóttir va nàixer a la capital islandesa, Reykjavík, el 1975 al si d'una família benestant. És la més jove dels cinc infants que tingueren Nína Sæunn Sveinsdóttir, empresària, i Arnór K. Hannibalsson, professor de filosofia. Es crià a Kópavogur i va estudiar a Kársnesskóli i més endavant a Þinghólsskóli.
Continuà els seus estudis a la Universitat de Menntaskólinn við Hamrahlíð on estudià llengües modernes i alhora les ciències naturals. Després se n'anà a Itàlia i estudià economia a les universitats de Gènova i Bolonya.
El 1998 Arnórsdóttir tornà a Islàndia i va començar a treballar aleshores com a periodista al canal nacional islandès RÚV.
Va anunciar el 4 d'abril de 2012 que es presentaria a les eleccions presidencials contra Ólafur Ragnar Grímsson, qui era aleshores president d'Islàndia i malgrat el fet que els sondatges la situaven en primera posició a l'inici de la campanya acabà perdent amb el 33,2% dels sufragis.
Viu amb Svavar Halldórsson, un periodista del mateix canal televisiu amb qui té tres fills.